# Калиновский (Чесменский район)
Кали́новский — посёлок в Чесменском районе Челябинской области России. Административный центр Калиновского сельского поселения.

## История
Основан в конце 1920-х годов плановыми переселенцами из Украины. В 1929 году создан колхоз имени Калинина, который в 1951 году после слияния с колхозом «Новый путь» был переименован в колхоз имени Сталина.

## Население
| 2002 | 2010 |
| ---- | ---- |
| 519  | ↗542 |

## Известные уроженцы
- Петухов, Григорий Иванович (1936—2010) — советский и российский партийный и государственный деятель.